# Église Sant'Agnese in Agone
Pour les articles homonymes, voir Église Sainte-Agnès.
L'église Sant'Agnese in Agone, située sur la place Navone à Rome, a été construite sur le lieu où, selon la tradition, la sainte, exposée nue à la vue de la population, fut recouverte miraculeusement par ses cheveux. 

## Histoire et description
Le nom in Agone fait référence au premier nom de la place sur aquelle elle se situe, corrompu en Navone par l'usage populaire. Succédant à l'oratoire construit dès le VIIIe siècle, l'église fut reconstruite dans le style baroque à la demande du pape Innocent X et la famille noble Pamphili par les architectes, Girolamo et Carlo Rainaldi en 1652. On leur doit le plan en forme de croix grecque et les niches des piliers de la coupole. L'église fut achevée de 1653 à 1657 par Francesco Borromini. Il dessina notamment la façade concave de l'église et la surmonta d'une coupole adjointe de deux campaniles.

## Architecture et ornementations
À l'intérieur, la coupole est ornée de fresques peintes par Ferri représentant la Gloire du Paradis. Les pendentifs ont été réalisés par Le Baciccio en 1666-1672.
À l'entrée, on trouve un monument dédié à Innocent X dont la sépulture se trouve à gauche de l'autel principal. L'église contient également un retable en bas-relief sur marbre de Melchiorre Gafa illustrant le martyre de Saint Eustache.
De l'église on a accès à des souterrains où se trouvent une mosaïque romaine et des restes du stade de Domitien qui précédait la place Navone.
La Fontaine des Quatre-Fleuves du Bernin lui fait face.

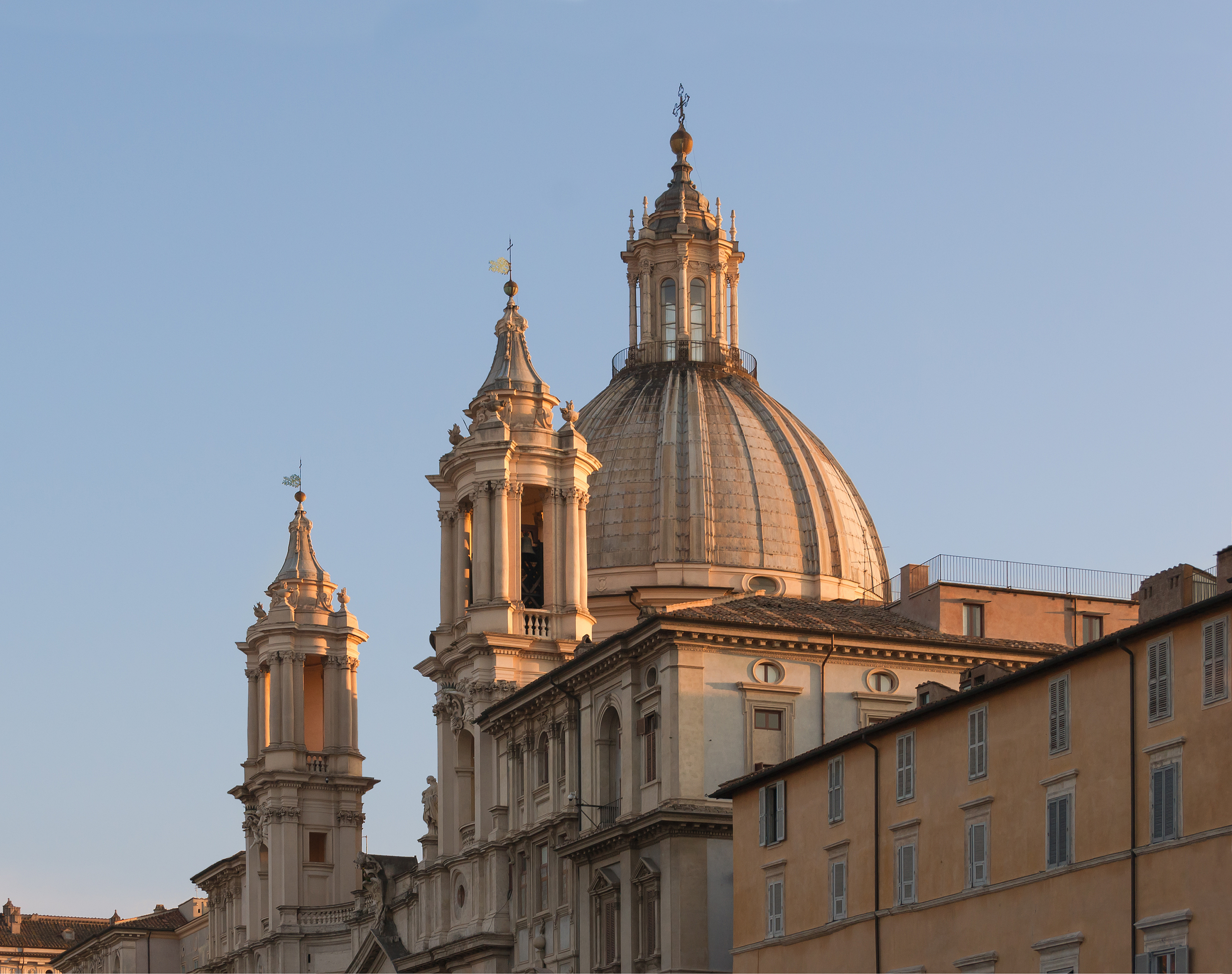
Dôme et tours-campaniles
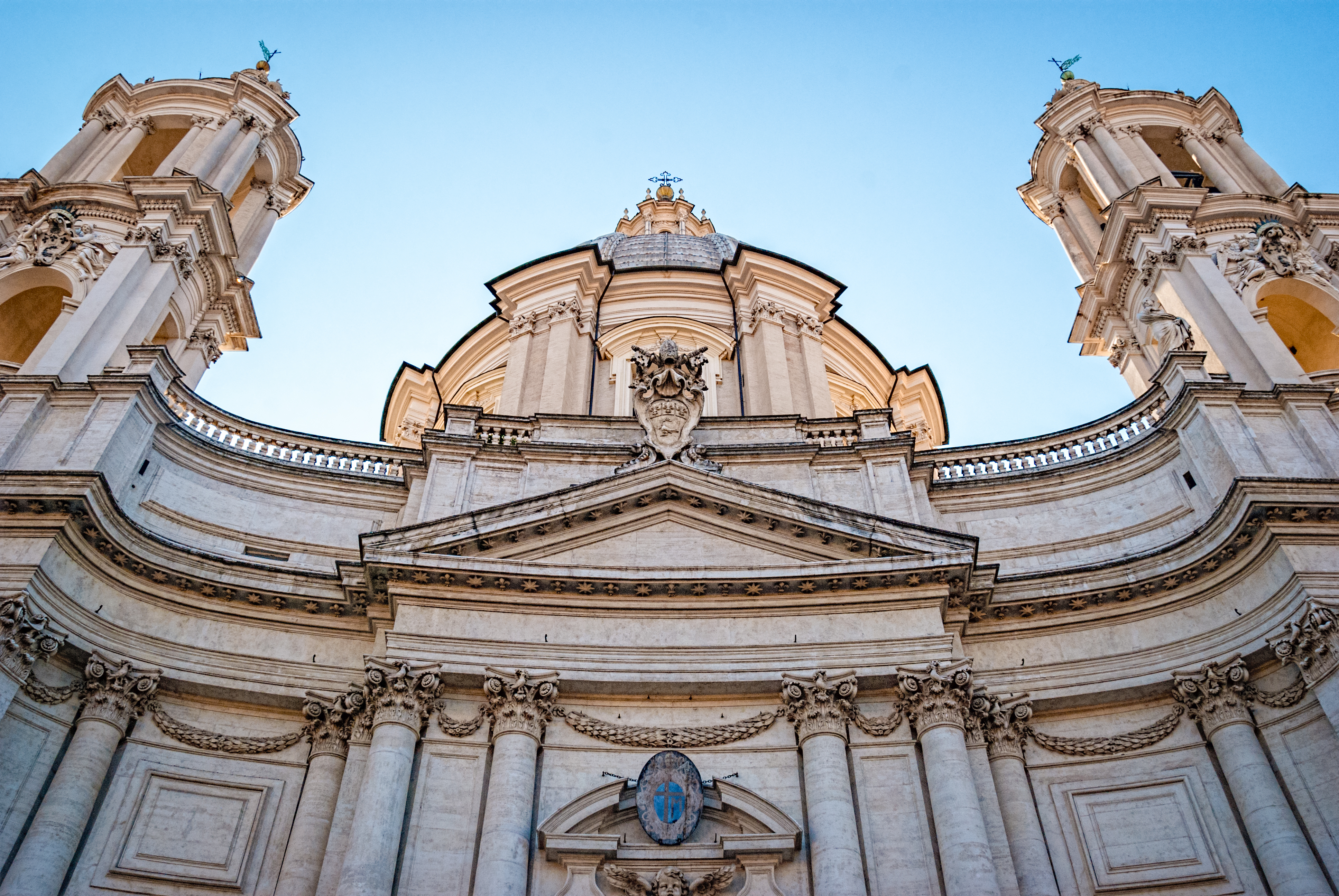
Façade incurvée
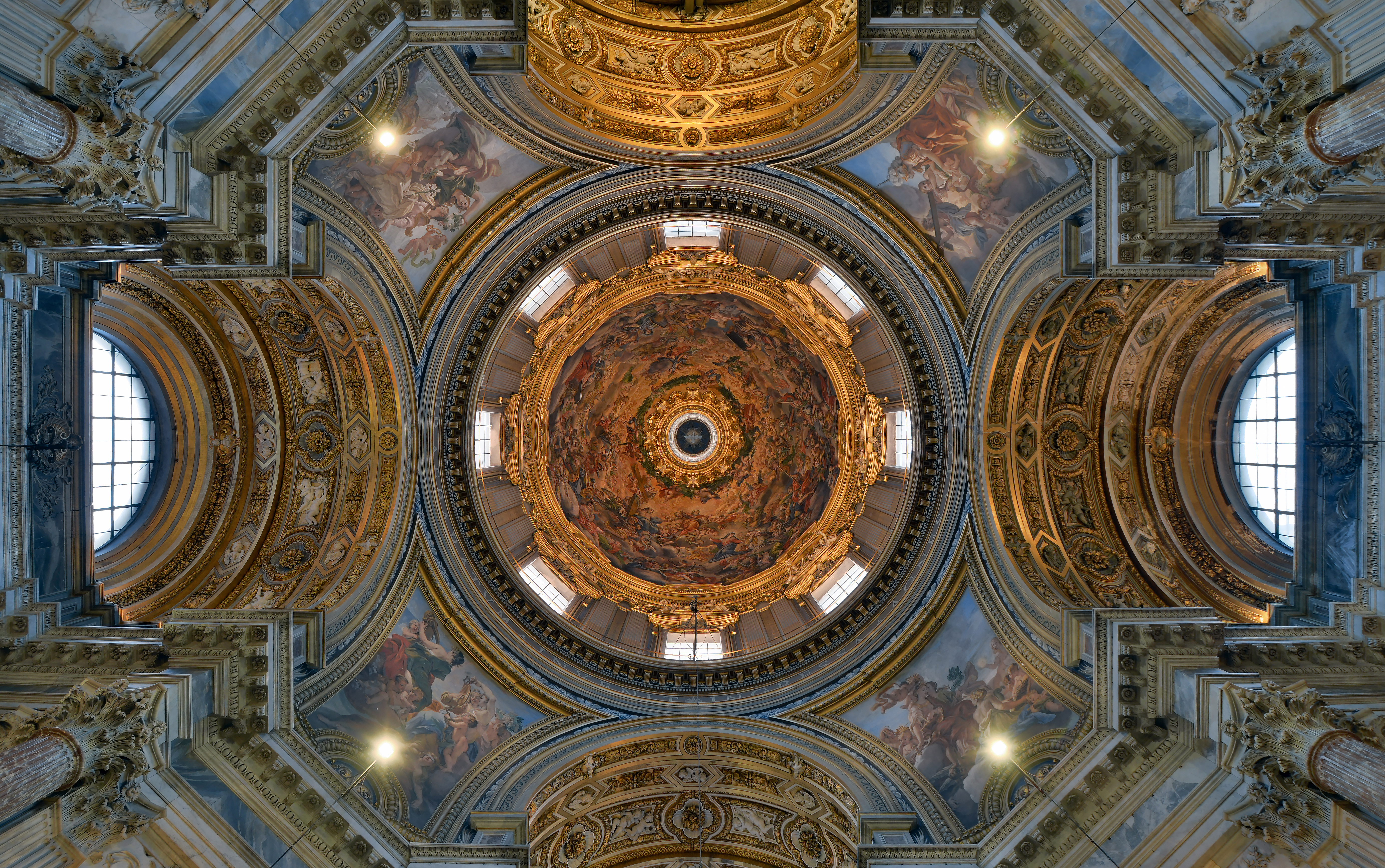
Coupole
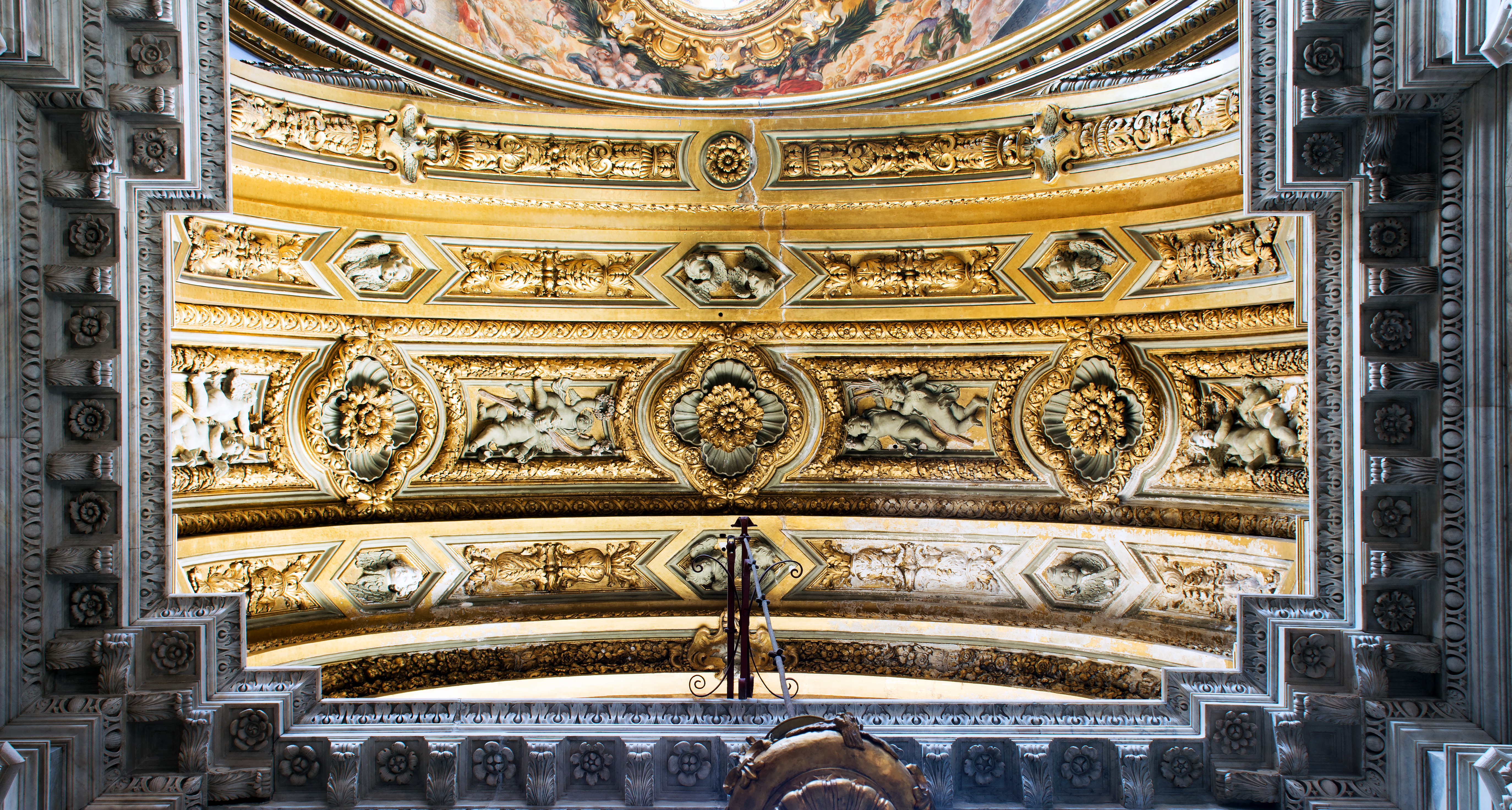
Décoration de la chapelle
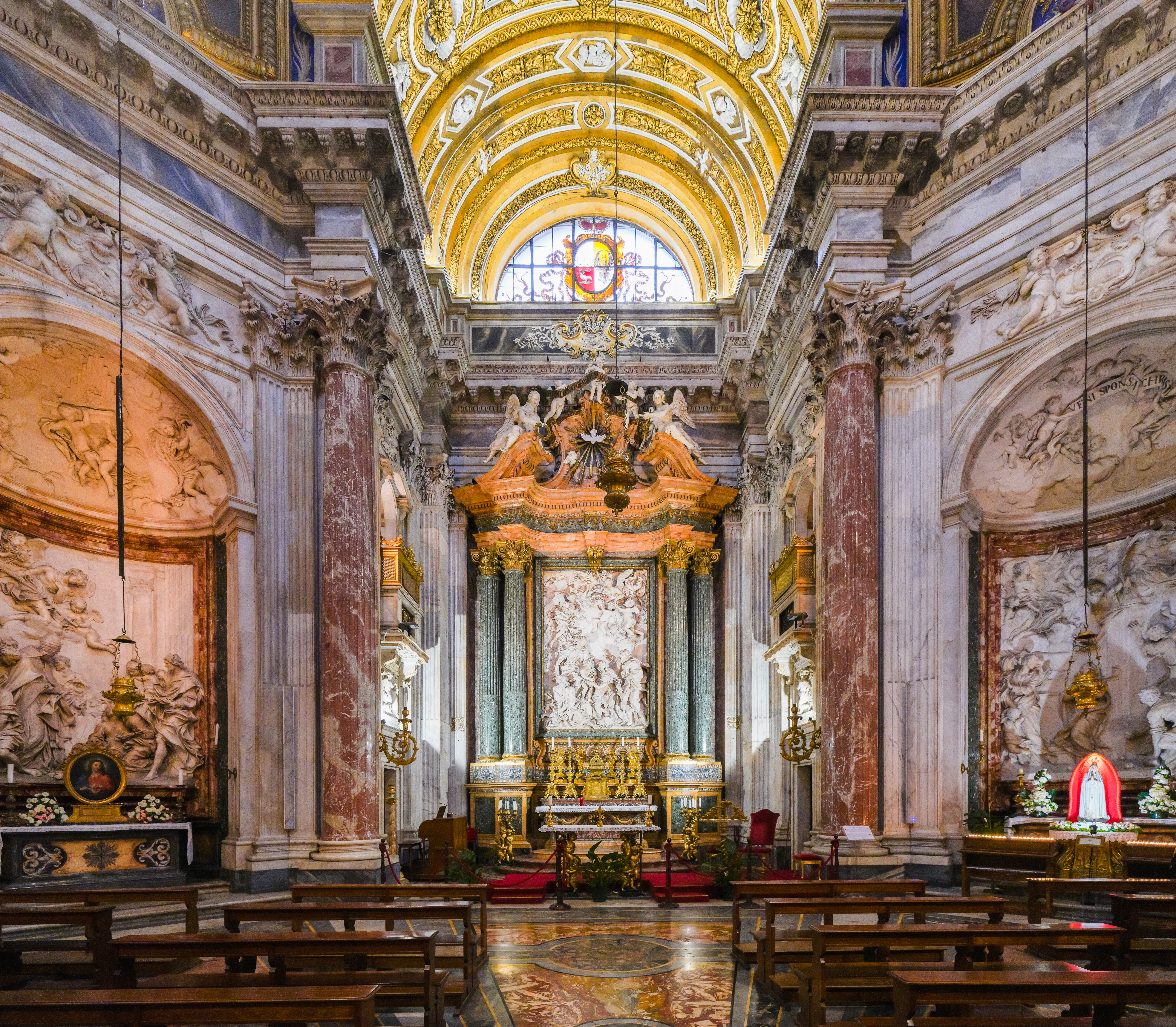
Intérieur
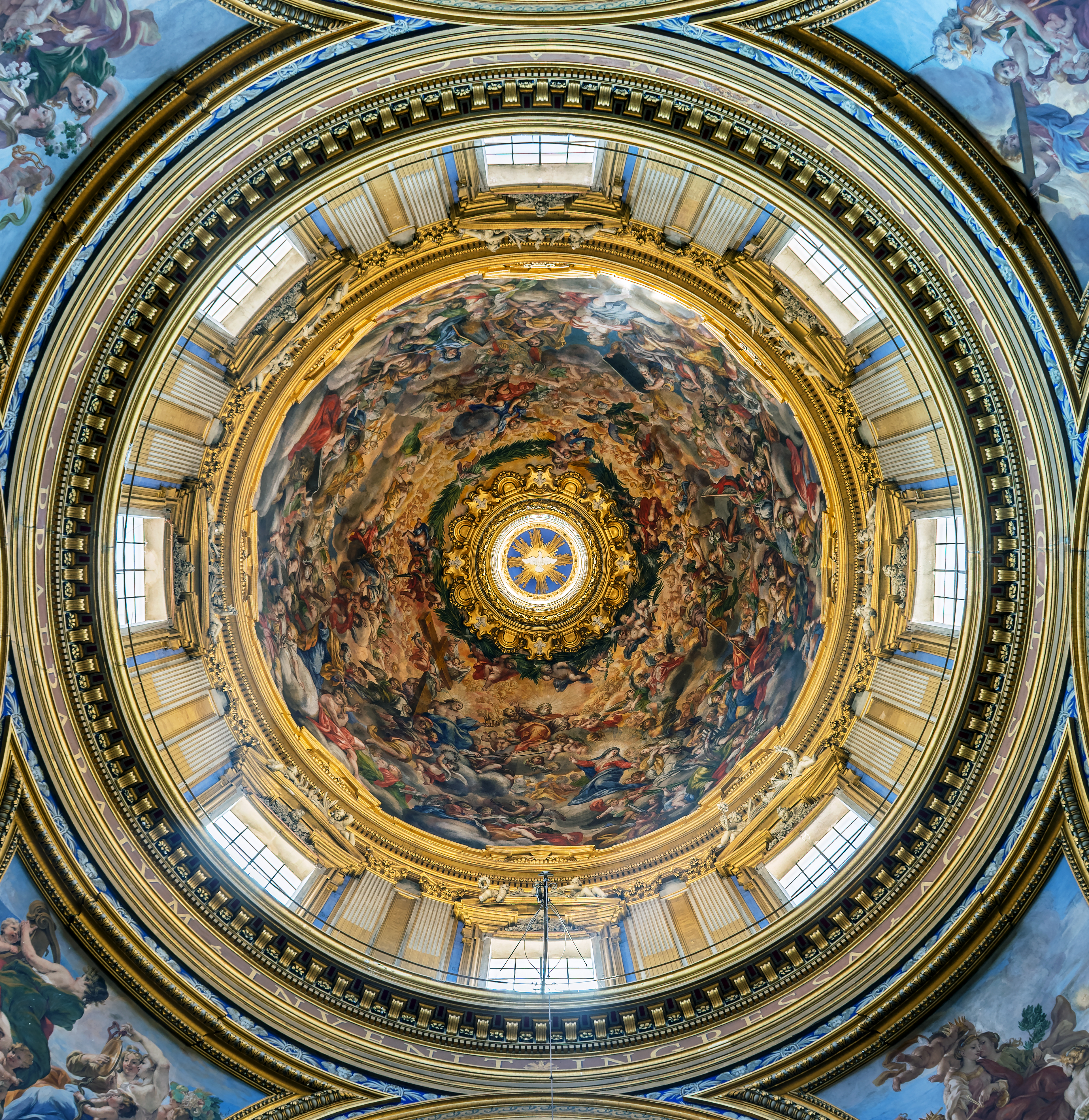
Décoration de la coupole

## Intérieur
L'intérieur de l'église a un plan en croix grecque ; les quatre bras courts de la nef, l'abside et les transepts, richement décorés de stucs dorés sur les voûtes, se rejoignent dans l'octogone central, où se trouvent quatre autels dédiés à Sant'Alessio (1er à droite), Santa Ermenziana (2° à droite), Saint Eustache (1er à gauche) et Sainte Cécile (2ème à gauche), avec des retables en marbre et des statues respectivement de Giovanni Francesco Rossi, Leonardo Reti, Melchiorre Cafà et Antonio Raggi.  
Les colonnes qui les encadrent sont en marbre rouge de Cottanello.  Les transepts sont dédiés à Sainte Agnès (à droite, avec une statue d'Ercole Ferrata), et à Saint Sébastien (à gauche, avec une statue de Pier Paolo Campi).  Les perspectives de marbre accélérées sont de Costanzo de Peris.
Les pendentifs du dôme, peints entre 1667 et 1671 par Giovan Battista Gaulli dit il Baciccio, sont dédiés aux quatre vertus cardinales.